# Кристін Станіслав Сергійович
Станіслав Сергійович Кристін (нар. 5 вересня 2001, с. Боратин, Луцький район, Волинська область, Україна) — український футболіст, лівий півзахисник.

## Життєпис
Народився в селі Боратин (Луцького району) Волинської області. У ДЮФЛУ виступав за маріупольську «Азовсталь-2», донецький «Шахтар», а також луцькі клуби «Волинь» та «Адреналін». З 2018 по 2020 рік захищав кольори юнацької команди «Волині». За першу команду лучан дебютував 27 серпня 2019 року в переможному (5:4, серія післяматчевих пенальті) виїзному поєдинку 2-го раунду кубку України проти хмельницького «Поділля». Станіслав вийшов на поле на 68-й хвилині, замінивши Олександра Мартинюка.
На почактку вересня 2020 року переведений до «Волині-2». За другу команду «волинян» дебютував 6 вересня 2020 року в переможному (3:1) домашньому поєдинку 1-го туру Другої ліги України проти вінницької «Ниви». Станіслав вийшов на поле в стартовому складі, а на 46-й хвилині його замінив Володимир Шевчук. У сезоні 2020/21 років зіграв 21 матч за «Волинь-2». У Першій лізі України дебютував за «Волинь» 26 березня 2021 року в програному (0:2) домашньому поєдинку 18-го туру проти тернопільської «Ниви». Станіслав вийшов на поле на 90-й хвилині, замінивши Сіаваша Хагназарі.

## Особисте життя
Брат-близнюк Владислав Кристін, також професіональний футболіст.